# Plataforma ¡Democracia Real YA!
¡Democracia Real YA! (Democrazia Reale Ora!), chiamata anche Plataforma Democracia Real Ya!, è un'organizzazione grassroots di cittadini che esordì nel gennaio del 2011 in Spagna,. Il 15 maggio dello stesso anno diede inizio alle proteste in Spagna del 2011, un movimento politico che guadagnò una vasta attenzione mondiale, ispirato alla Primavera araba del 2010-2011, quell'ondata di attivismo dal basse che diede vita alle sommosse popolari in Tunisia e alla rivoluzione egiziana del 2011. La rivolta fu paragonata al Maggio francese del Sessantotto. In Democracia Real sono state unite 200 organizzazioni più piccole.
Il movimento di protesta prese inizio il 15 maggio con l'accampamento degli attivisti in una celebre piazza di Madrid, Puerta del Sol, e molto presto si estese con analoghe iniziative in altre 57 piazze di grandi e piccole città della Spagna, e poi davanti ad alcune ambasciate spagnole sparse nel mondo. Fondatori di ¡Democracia Real YA! erano Fabio Gándara, Eric Pérez, e un'altra persona anonima, mentre i portavoce erano Carlos Paredes, Paco López, Aída Sánchez, e lo stesso Fabio Gándara.